# 三堡站 (杭州市)
三堡站是杭州地铁6号线和杭州地铁9号线的换乘车站，位于中华人民共和国浙江省杭州市上城区四季青街道钱江路运河东路口、毗邻京杭大运河与钱塘江交汇处。其中6号线车站于2021年11月6日开通运营，9号线车站于2022年4月1日开通运营。

## 结构
三堡站6、9号线均为地下岛式站台，站台宽度均为14米。，两者成“T”形布置，9号线在上、6号线在下，本站设4组风亭、6个出入口，2个消防出口。车站站厅通过灯光氛围营造杭州城市脉络的缩影，体现“你中有我，我中有你”的共生景象，寓意杭州迈向钱江时代。
6号线车站为地下四层岛式车站,车站主体采用双柱三跨箱型混凝土结构。端头井底板垫层底埋深约32.41m；主体围护结构采用1200mm厚地下连续墙车站站台标准段主体结构宽度为25.7米、底板埋深约30.60米，端头井主体结构宽度为29.4米、底板埋深约32.16米
9号线车站为地下三层岛式车站。

### 楼层分布
| 地面 |                    | 出入口                             |  |  |
| -1层 | 站厅               | 自动售票机、客服中心、安检通道     |  |  |
| -3层 |                    | █ 9号线 往观音塘（江河汇）         |  |  |
|      | 岛式站台，左侧开门 |                                    |  |  |
|      |                    | █ 9号线 往龙安（御道）             |  |  |
| -4层 |                    | █ 6号线 往桂花西路或双浦（亚运村） |  |  |
|      | 岛式站台，左侧开门 |                                    |  |  |
|      |                    | █ 6号线 往枸桔弄（昙花庵路）       |  |  |

## 设计
三堡站空间通过灯光氛围营造城市与江河共生的城市肌理以及城市脉络的缩影，从而体现 “你中有我，我中有你” 的和谐共生的时代景象。

## 出入口
| 编号                        | 出口标识                | 建议前往的目的地 |
| --------------------------- | ----------------------- | ---------------- |
| 出EXIT A                    | 钱江路南侧 运河东路东侧 | 都会巷           |
| 出EXIT B1B2                 | 钱江路北侧 运河东路东侧 |                  |
| 出EXIT C                    | 钱江路北侧 运河东路西侧 | 码头路           |
| 出EXIT D                    | 运河东路西侧 钱江路南侧 |                  |
| 出EXIT E                    | 运河东路西侧            | 都会巷           |
| 出EXIT F                    | 运塘街北侧 运河东路东侧 | 都会巷           |
| 註： 设有卫生间 \| 设有电梯 |                         |                  |

## 历史
- 2017年11月4日，车站开工。[7]
- 2018年5月18日，9号线部分地下连续墙开工。[8]
- 2018年10月19日，9号线车站主体结构开工。[9]
- 2019年9月11日，6号线部分底板浇筑完成。[6]
- 2021年11月6日，6号线部分启用。
- 2022年4月1日，9号线部分启用。